# 上海市五角场监狱
上海市五角场监狱是位於中華人民共和國上海市楊浦區的一座監獄。

## 歷史
該監獄建于1949年7月。該監獄曾是一所监企合一的监狱，生产劳动牌扳手。
1988年8月19日，五角场监狱的一名罪犯在流水线上工作的间隙穿上警服潜逃，在潜逃后寄了一张自己身穿警服的照片到监狱。監獄於同年設立了监控室。另外當時監獄大門的位於民星路，並且悬挂「上海市第一劳动改造支队」和「上海市劳动机械厂」两块牌子。21世纪初監獄與企業分离后，监狱将大门设置在嫩江路199号。
2011年，中華人民共和國司法部要求有条件的省、区、市要成立出监监狱，每个省市都要成立出监监区。同年五角场监狱成為一家出监监狱，它主要关押余刑在三个月以上、一年以下的短刑期罪犯和上海籍剩余刑期3个月的即將释放的罪犯，同時監獄設立出监监区，並且对即將釋放的罪犯开展出监教育。
2014年1月1日，五角场监狱新大门修建完毕正式启用。
至2018年8月19日，上海市五角场监狱已30年无罪犯脱逃和33年无重大事故发生。